# کوکوی دیدریک
کوکوی دیدریک (نام علمی: Chrysococcyx caprius) نام یک گونه از تیره کوکو است.کوکوی دیدریک یکی از کوچکترین انواع کوکوها محسوب می‌شود که طولی بین ۱۸تا۲۰سانتی متر دارد.این گونه در کشورهای آفریقای سیاه یافت می شود.